# Krystian Michallik
Krystian Jan Michallik (Chorzów, 13 maggio 1944) è un ex calciatore polacco, di ruolo difensore.

## Biografia
Studiò giurisprudenza all'università di Varsavia. Trasferitosi negli Stati Uniti d'America per giocare nell'Hartford Bicentennials, vi resta a vivere con la moglie ed il figlio Janusz, che presa la nazionalità statunitense divenne punto fermo della nazionale statunitense, con cui vinse anche la CONCACAF Gold Cup 1991.

## Caratteristiche tecniche
Era un difensore sinistro.

## Carriera

### Club
Inizia la carriera agonistica nel AKS Chorzów per poi passare al Gwardia Varsavia nel 1964. Con i capitolini vince due campionati cadetti polacchi, mentre nella massima serie ottiene come miglior piazzamento il terzo posto nella I liga 1972-1973. Raggiunge anche la finale, persa contro il Ruch Chorzów, nella Puchar Polski 1973-1974. Nei tornei continentali giunse ai sedicesimi di finale la Coppa delle Fiere 1969-1970, i sedicesimi nella Coppa UEFA 1973-1974 e gli ottavi nella Coppa delle Coppe 1974-1975. Con il Gwardia ha giocato 184 incontri nella massima serie polacca.
Nel 1976 viene ingaggiato dagli statunitensi del Hartford Bicentennials, franchigia della NASL. Con i Bicentennials non riuscì a superare la fase a gironi del torneo 1976.

### Nazionale
Tra il 1966 ed il 1968 Michallik ha giocato due incontri amichevoli con la nazionale polacca.

## Statistiche

### Cronologia presenze e reti in Nazionale
| Cronologia completa delle presenze e delle reti in nazionale ― Polonia | Cronologia completa delle presenze e delle reti in nazionale ― Polonia | Cronologia completa delle presenze e delle reti in nazionale ― Polonia | Cronologia completa delle presenze e delle reti in nazionale ― Polonia | Cronologia completa delle presenze e delle reti in nazionale ― Polonia | Cronologia completa delle presenze e delle reti in nazionale ― Polonia | Cronologia completa delle presenze e delle reti in nazionale ― Polonia | Cronologia completa delle presenze e delle reti in nazionale ― Polonia |
| Data                                                                   | Città                                                                  | In casa                                                                | Risultato                                                              | Ospiti                                                                 | Competizione                                                           | Reti                                                                   | Note                                                                   |
| ---------------------------------------------------------------------- | ---------------------------------------------------------------------- | ---------------------------------------------------------------------- | ---------------------------------------------------------------------- | ---------------------------------------------------------------------- | ---------------------------------------------------------------------- | ---------------------------------------------------------------------- | ---------------------------------------------------------------------- |
| 3-12-1966                                                              | Tel Aviv                                                               | Israele                                                                | 0 – 0                                                                  | Polonia                                                                | Amichevole                                                             | -                                                                      |                                                                        |
| 1°-5-1968                                                              | Varsavia                                                               | Polonia                                                                | 0 – 0                                                                  | Paesi Bassi                                                            | Amichevole                                                             | -                                                                      |                                                                        |
| Totale                                                                 |                                                                        | Presenze                                                               | 2                                                                      |                                                                        | Reti                                                                   | 0                                                                      |                                                                        |

## Palmarès
- Campionato polacco di seconda divisione: 2

Gwardia Varsavia: 1966-1967, 1968-1969